# Manfred Schramm (Politiker)
Manfred Schramm (* 18. März 1949 in Bremerhaven) ist ein deutscher Lehrer und Politiker von Bündnis 90/Die Grünen.

## Biografie

### Ausbildung und Beruf
Schramm studierte Wirtschaftswissenschaften an der Universität Bremen und unterrichtet als Betriebswirt in der Sekundarstufe.

### Politik
Schramm ist seit 1983 Mitglied der Grünen.
In der Bremischen Bürgerschaft vertrat er 16 Jahre lang von 1987 bis 2003 die Stadt Bremerhaven. Von 1987 bis 2002 war er wirtschafts- und hafenpolitischer Sprecher der Fraktion. Er war von 1995 bis 1999 Stellvertretender Vorsitzender des Ausschusses für Angelegenheiten der Häfen.

### Sport
Im Sport hat er den 7. Dan DKV in Karate, den 5. Dan Kyusho Jitsu und ist in diesen Sportarten C-Trainer und  A-Prüfer.